# Phoradendron henrici
Phoradendron henrici är en sandelträdsväxtart som beskrevs av Kuijt. Phoradendron henrici ingår i släktet Phoradendron och familjen sandelträdsväxter. Inga underarter finns listade i Catalogue of Life.